# Gaston Thorn
Gaston Thorn (Luxemburgo, 3 de septiembre de 1928 - 26 de agosto de 2007) fue un político luxemburgués miembro del Partido Democrático, del cual fue presidente del 1962 al 1969 y del 1971 al 1980, y presidente de la Comisión Europea del 6 de enero de 1981 5 de enero de 1986 (Comisión Thorn).
Thorn fue ministro de asuntos exteriores (desde 1969 hasta 1980), primer ministro desde 1974 hasta 1979, presidente de la Asamblea General de las Naciones Unidas (1975-1976), ministro de justicia (1979-1980) y presidente de la Comisión Europea desde el 20 de enero de 1981 al 6 de enero de 1985.
Cabe destacar que Gaston Thorn ha sido el único primer ministro de Luxemburgo que no pertenece al Partido Popular Social Cristiano desde antes de la Segunda Guerra Mundial; esto se debe a que en las elecciones de 1974 el PPSC perdió por poco ante el Partido Obrero Socialista Luxemburgués y este pactó con el Partido Democrático.

## Trayectoria política

### Comisión Thorn
La Comisión Thorn es el nombre utilizado para hacer referencia a la Comisión Europea presidida por Gaston Thorn desde el 6 de enero de 1981 hasta el 5 de enero de 1985. Su antecesora fue la Comisión Jenkins y su predecesora sería la Comisión Delors.